# Dusktodawn Boogie
Dusktodawn Boogie, född 13 april 2018, är en finsk varmblodig travhäst. Hon tränades och kördes av Kenneth Danielsen och under sin sejour i Frankrike tränades och kördes hon av Jean-Michel Bazire.
Dusktodawn Boogie började tävla i juli 2020. Hon sprang under sin karriär in 381 525 euro på 31 starter, varav 18 segrar, 5 andraplatser och 4 tredjeplatser. Hon tog karriärens största seger i Finskt Travderby (2022). Hon vann även Tammakriterium (2021), Prix Charles Tiercelin (2022) och Stochampionatet (2022) samt på tredjeplats i Prix de Chateau Chinon (2021).

## Statistik
| Statistik för Dusktodawn Boogie (Ref.) | Statistik för Dusktodawn Boogie (Ref.) | Statistik för Dusktodawn Boogie (Ref.) | Statistik för Dusktodawn Boogie (Ref.) | Statistik för Dusktodawn Boogie (Ref.) | Statistik för Dusktodawn Boogie (Ref.) |
| -------------------------------------- | -------------------------------------- | -------------------------------------- | -------------------------------------- | -------------------------------------- | -------------------------------------- |
| Starter                                | Placeringar                            | Startprissumma                         | Segerprocent                           | Platsprocent                           | Rekord                                 |
| 31                                     | 18-5-4                                 | 381 525 euro                           | 58 %                                   | 87 %                                   | 1.12,0ak,                              |

### Större segrar
| År   | Lopp                   | Kusk               | Vinstbelopp | Grupp   |
| ---- | ---------------------- | ------------------ | ----------- | ------- |
| 2022 | Prix Charles Tiercelin | Jean-Michel Bazire | 54 000 EUR  | Grupp 2 |
| 2022 | Finskt Travderby       | Kenneth Danielsen  | 121 000 EUR | Grupp 1 |
| 2022 | Stochampionatet        | Kenneth Danielsen  | 42 000 EUR  | Grupp 1 |